# Mercedes-Benz C118
Mercedes-Benz C118 (eller Mercedes-Benz CLA-klass) är en personbil som den tyska biltillverkaren Mercedes-Benz introducerade på CES i Las Vegas i januari 2019.
Versioner:
| Modell      | Årsmodell | Motor                      | Cylindervolym | Effekt | Bränsle                            |
| ----------- | --------- | -------------------------- | ------------- | ------ | ---------------------------------- |
| CLA180 d    | 2019-20   | OM607: 4-cyl radmotor DOHC | 1461 cm³      | 116 hk | Common rail turbodiesel            |
| CLA180 d    | 2021-25   | OM654: 4-cyl radmotor DOHC | 1950 cm³      | 116 hk | Common rail turbodiesel            |
| CLA200 d    | 2019-25   | OM654: 4-cyl radmotor DOHC | 1950 cm³      | 150 hk | Common rail turbodiesel            |
| CLA220 d    | 2019-25   | OM654: 4-cyl radmotor DOHC | 1950 cm³      | 190 hk | Common rail turbodiesel            |
| CLA180      | 2019-25   | M282: 4-cyl radmotor DOHC  | 1332 cm³      | 136 hk | Direktinsprutning, turbo           |
| CLA200      | 2019-25   | M282: 4-cyl radmotor DOHC  | 1332 cm³      | 163 hk | Direktinsprutning, turbo           |
| CLA220      | 2019-25   | M260: 4-cyl radmotor DOHC  | 1991 cm³      | 190 hk | Direktinsprutning, turbo           |
| CLA250      | 2019-25   | M260: 4-cyl radmotor DOHC  | 1991 cm³      | 224 hk | Direktinsprutning, turbo           |
| CLA250 e    | 2020-25   | M282: 4-cyl radmotor DOHC  | 1332 cm³      | 218 hk | Direktinsprutning, turbo + elmotor |
| AMG CLA35   | 2019-25   | M260: 4-cyl radmotor DOHC  | 1991 cm³      | 306 hk | Direktinsprutning, turbo           |
| AMG CLA45   | 2020-21   | M139: 4-cyl radmotor DOHC  | 1991 cm³      | 387 hk | Direktinsprutning, turbo           |
| AMG CLA45 S | 2020-25   | M139: 4-cyl radmotor DOHC  | 1991 cm³      | 421 hk | Direktinsprutning, turbo           |

## Bilder

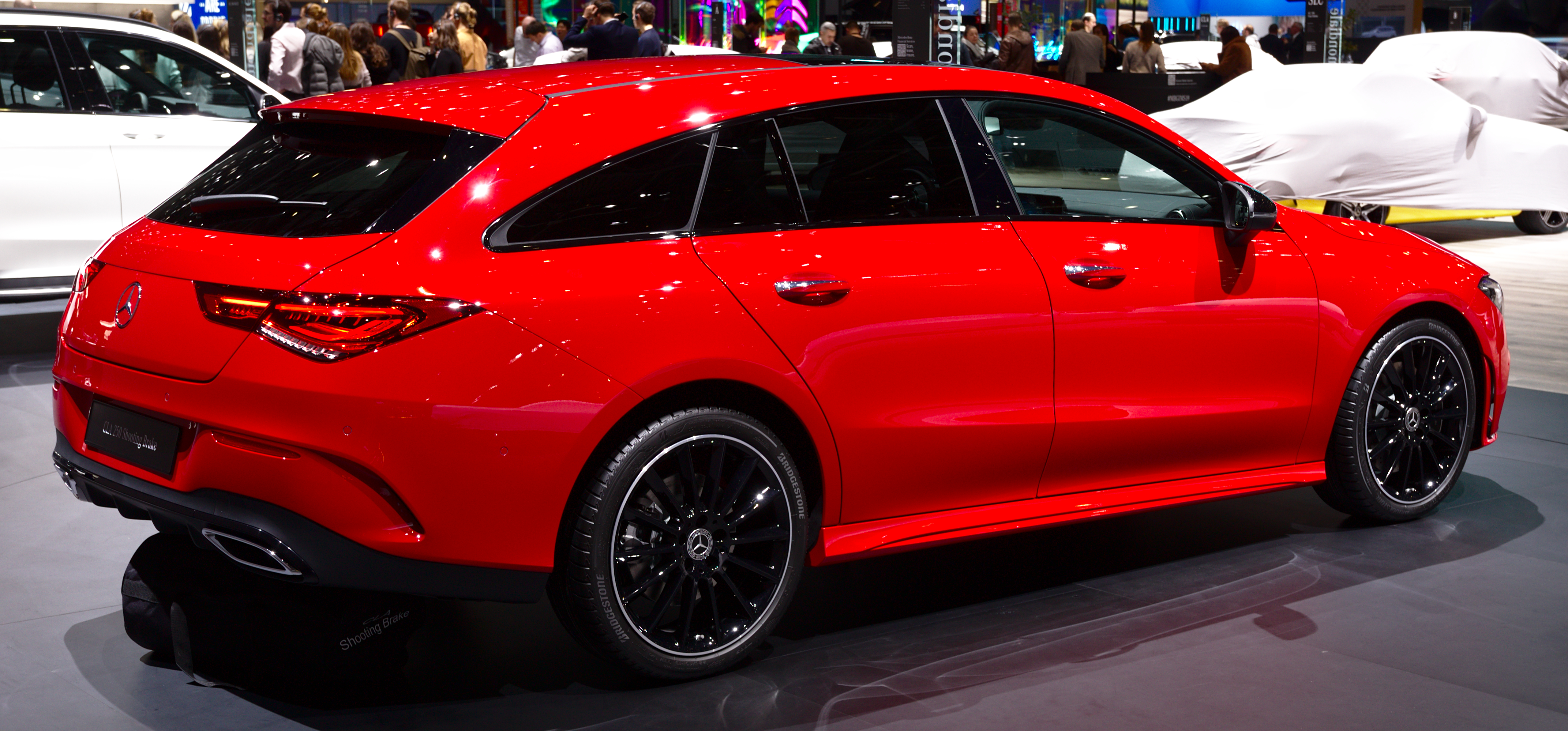
X118 Shooting Brake
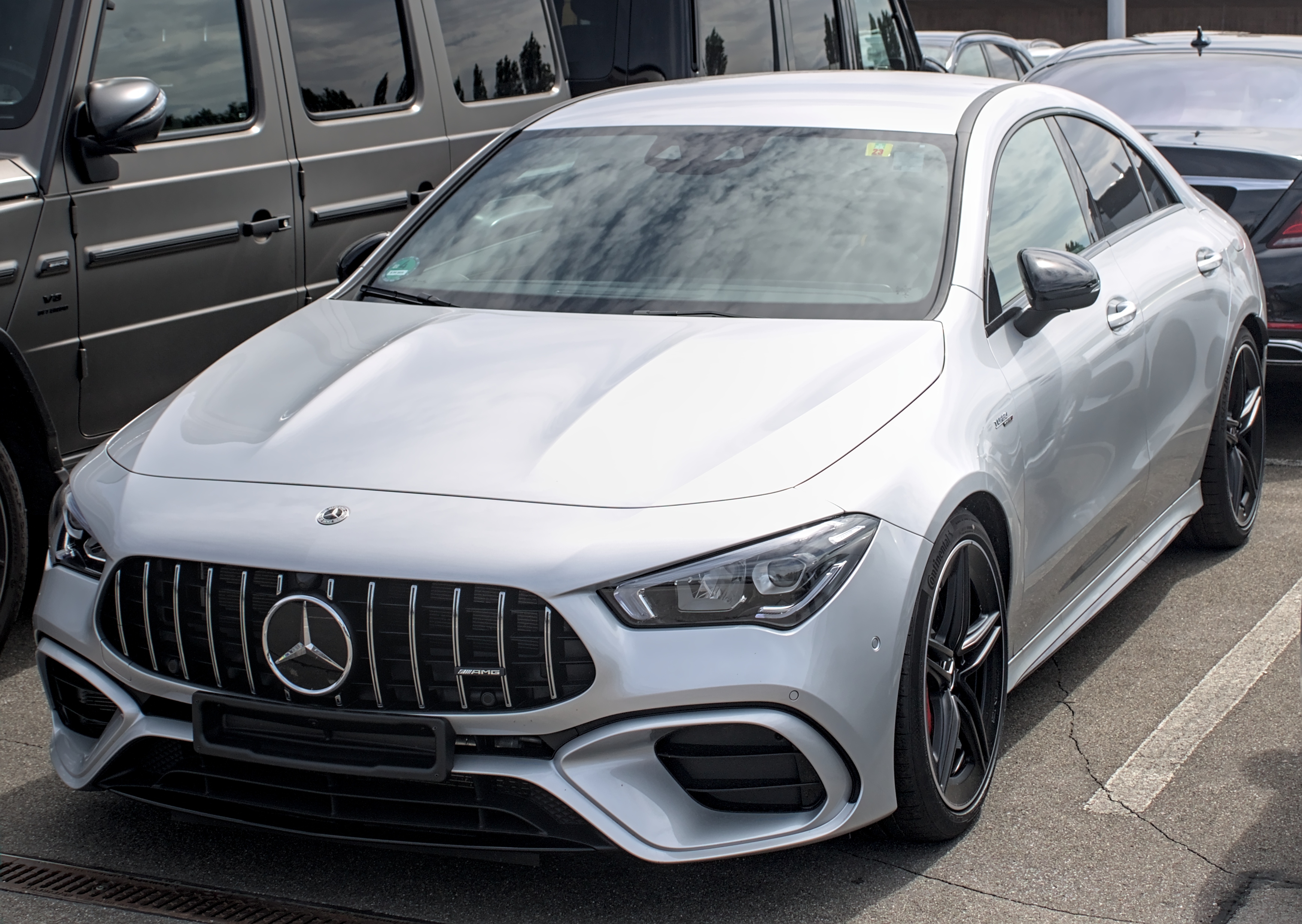
AMG CLA45 S 4MATIC+